# Pyrausta cingulata
Pyrausta cingulata ist ein Schmetterling (Nachtfalter) aus der Familie der Crambidae.

## Merkmale
Die Falter haben eine Flügelspannweite von 14 bis 17 mm (bzw. eine Vorderflügellänge von 7 bis 9 mm). Vorder- und Hinterflügel sind tief schwarz oder braunschwarz gefärbt und zeigen je eine weiße Querbinde. Der Vorderflügel weist eine verhältnismäßig dünne, schwach mittig gewellte Querbinde auf, selten ist die Querbinde auch fast gerade. Die Querbinde des Hinterflügels ist dagegen weit und gleichmäßig gerundet und meist auch etwas breiter als die Vorderflügelquerbinde. Selten ist die Rundung etwas ungleichmäßig und wirkt leicht geknickt. Die Fransen sind meist deutlich heller als die Grundfarbe, oft sogar weißlich.
Die Raupe ist gelblichgrau gefärbt und besitzt einen gelbbraunen, schwarz gefleckten und Kopf und Nackenschild.
Die Puppe ist 7,8 mm lang und 2,2 mm im Durchmesser. Sie ist braun mit einer fein skulptierten, stellenweise auch etwas gerunzelten Oberfläche. Der kurze und breite, dunkelbraune Kremaster ist am Ende abgerundet und dorsoventral etwas abgeflacht. Die Borsten stehen noch hinten außen ab und sind am Kremasterende konzentriert.

### Ähnliche Arten
Pyrausta cingulata und Pyrausta rectefascialis sind sich sehr ähnlich. Manche Exemplare können nur durch eine Genitaluntersuchung sicher unterschieden werden. Bei Pyrausta rectefascialis verläuft die Querbinde auf dem Vorderflügel in aller Regel gerade, die Querbinde auf dem Hinterflügel ist deutlich geknickt, während bei Pyrausta cingulata die Querbinde des Vorderflügel leicht gewellt ist und die Querbinde des Hinterflügel ist etwas stärker gewellt und gleichmäßig gerundet. Allerdings gibt es auch Exemplare von Pyrausta rectefascialis mit sehr leicht welliger Querbinde auf dem Vorderflügel und einer eher gerundeten, statt abgeknickten, trotzdem noch leicht asymmetrisch gerundeten Querbinde auf dem Hinterflügel. Auch bei Pyrausta cingulata kommen Exemplare mit sehr gering gewellten, fast geraden Vorderflügelquerbinden und schwach geknickten bzw. leicht asymmetrisch gerundeten Hinterflügelquerbinden vor. Derartige Exemplare sind nur sehr schwer durch die Flügelzeichnung allein zu unterscheiden.
Eine gewisse Ähnlichkeit besteht auch zu Pyrausta nigrata. Allerdings ist diese Art durch die stark wellige Querlinie und weitere kleine weiße Zeichnungselemente auf den Vorderflügeln sicher von den beiden obigen Arten zu unterscheiden.

## Geographische Verbreitung und Lebensraum
Die Art ist von Westeuropa bis weit nach Sibirien (Altai, Chakassien, Tuwa, Sajangebirge, Transbaikalien, Jakutien) verbreitet. In Europa kommt sie von Südeuropa bis nach Nordeuropa, mit Ausnahme der Polarregionen vor. Das Verbreitungsgebiet erstreckt sich weiter nach Kleinasien, den Kaukasus und bis in die Mongolei.
Die Art bevorzugt trockene bis frische, grasreiche Standorte der offenen Landschaft. In Sibirien wurden Exemplare bis in 2300 Meter Höhe über NN gefunden.

## Lebensweise
Pyrausta cingulata bildet zwei Generationen im Jahr, deren Falter von Mitte April bis Juni und von Juli bis August fliegen. Die Falter sind tagaktiv und besuchen Blüten. Bei trübem Wetter verstecken sie sich in der Vegetation. Die Raupen der ersten Generation können von Juli bis Juli, die der zweiten Generation ab August und im darauffolgenden Jahr im April angetroffen werden. Die oligophagen Raupen ernähren sich von Langhaarigem Thymian (Thymus praecox subsp. polytrichus), Wildem Thymian (Thymus serpyllum) und Salbei (Salvia).
Hannemann nennt: Wildem Thymian (Thymus serpyllum), Wiesensalbei (Salvia pratensis) und Klebriger Salbei (Salvia glutinosa) als Raupennahrungspflanzen. Die Raupen leben in einem Gespinst in Bodennähe unter den Blättern. Sie überwintern und verpuppen sich im Frühjahr des folgenden Jahres.

## Systematik und Taxonomie
Das Taxon wurde bereits 1758 von Carl von Linné als Phalaena Geometra cingulata erstmals wissenschaftlich beschrieben. Als Typlokalität gab Linné sehr unpräzise lediglich "Europa" an. Sie wird auch in der älteren Literatur bereits zur Gattung Pyrausta Schrank, 1802 gestellt.

## Belege